# ويليام إتش ألين
ويليام إتش ألين (بالإنجليزية: William H. Allen)‏ هو مهندس معماري أمريكي، ولد في 1858، وتوفي في 1936.